# Táta v nesnázích (seriál)
Táta v nesnázích je český rodinný komediální TV seriál, vytvořený společností Paprika Studios pro TV Nova. Premiéru měl 2. září 2023 na platformě Voyo a o týden později na televizi Nova.

## Děj
Šestnáctidílný rodinný komediální seriál, který přináší příběh rozvedeného padesátníka Petra Hory jenž věnoval svůj život výchově tří dcer (dvou dospělých a třetí v nejdivočejších telecích letech). Když se dcery osamostatní, Petr se rozhodne, že je čas na změnu. S heslem „Padesát je nových třicet“ se pouští do dobrodružství hledání nové lásky; po letech bez randění se vrací do světa seznamování, což s sebou přináší řadu komických situací i emocionálních zvratů. Aby toho nebylo málo, dcery se jedna po druhé vracejí zpět domů, což z rodinného domu dělá pestrý kolotoč; Petr se tak ocitá v situacích, které by si nepřál ani ten nejlepší komik, a zároveň se snaží udržet rodinu pohromadě.

## Seznam dílů
- Natočeno od května do prosince 2022

### První řada (2023)
| Č. v seriálu | Č. v řadě | Název           | Režie          | Scénář                          | Datum premiéry     | Sledovanost (15+, v mil.) |
| --- | --------- | --------------- | -------------- | ------------------------------- | ------------------ | ------------------------- |
| 1 | 1         | Čestný tátovský | Petr Zahrádka  | Marek Matoušek a Benjamin Tuček | 9. září 2023       | 0,681                     |
| Petr se těší, až rodné hnízdo opustí poslední z jeho tří dcer a on bude mít konečně čas sám na sebe. Plán je jasný: najít si novou lásku! Bohužel nejstarší dceři Viki se její vztah naopak hroutí a vrátí se pod tátovu střechu. Aby bylo doma ještě veseleji, Petr se zamiluje a domů si přivede krásnou, ale nevyzpytatelnou Dorku.            |           |                 |                |                                 |                    |                           |
| 2 | 2         | Trable na třetí | Petr Zahrádka  | Benjamin Tuček a Marek Matoušek | 9. září 2023       | 0,608                     |
| Viki se rozhodne změnit svůj život a po rozchodu s přítelem dává výpověď i v kavárně, kde pracovala jako servírka. Petr marně doufá, že Viki konečně naplní svůj potenciál. Nepotěší ho ale ani zběsile romantická známost prostřední Laury s amatérským hercem Davidem. Aby bylo ještě veseleji, rozroste se domácnost nečekaně o dalšího člena. |           |                 |                |                                 |                    |                           |
| 3 | 3         | Hlavička        | Petr Zahrádka  | Marek Matoušek a Benjamin Tuček | 16. září 2023      | 0,529                     |
| Alex v baru svede souseda Romana, který není až tak úplně nezadaný. Ale to je ten menší problém. Když by se totiž o tomto vzplanutí dozvěděl Petr, tak by Romana určitě vlastnoručně zabil! Laura i přes Petrův nesouhlas míří na exotickou dovolenou s hercem Davidem. Dorku na večírku obtěžuje její šéf a Petr reaguje velmi přímočaře.        |           |                 |                |                                 |                    |                           |
| 4 | 4         | Suchý červen    | Petr Zahrádka  | Marek Matoušek a Benjamin Tuček | 23. září 2023      | 0,516                     |
| Alex za Petrovými zády dále udržuje poměr se starším mužem. Mezi Viki a kavárníkem Karlem přeskočí jiskra. Laura se rodině svěřuje, že ji David požádal o ruku. Všichni jsou v šoku a do toho Dorka přestává zvládat svoji náklonnost k alkoholu. Na Petra toho všeho začíná být trochu moc.                                                      |           |                 |                |                                 |                    |                           |
| 5 | 5         | Rande naslepo   | Petr Zahrádka  | Benjamin Tuček a Marek Matoušek | 30. září 2023      | 0,501                     |
| 6 | 6         | Hrdina          | Tomáš Pavlíček | Marek Matoušek a Benjamin Tuček | 7. října 2023      | 0,461                     |
| 7 | 7         | Sledovačka      | Tomáš Pavlíček | Benjamin Tuček                  | 14. října 2023     | 0,421                     |
| 8 | 8         | Svatba          | Petr Zahrádka  | Benjamin Tuček                  | 21. října 2023     | 0,425                     |
| 9 | 9         | Plný dům        | Tomáš Pavlíček | Radovan Snítil a Marek Matoušek | 28. října 2023     | 0,520                     |
| 10 | 10        | Domov na prodej | Tomáš Pavlíček | Radovan Snítil a Benjamin Tuček | 28. října 2023     | 0,502                     |
| 11 | 11        | Jiný kafe       | Petr Zahrádka  | Radovan Snítil a Marek Matoušek | 4. listopadu 2023  | 0,420                     |
| 12 | 12        | Stěhování       | Petr Zahrádka  | Radovan Snítil a Benjamin Tuček | 4. listopadu 2023  | 0,390                     |
| 13 | 13        | Kolaudace       | Petr Zahrádka  | Radovan Snítil a Marek Matoušek | 11. listopadu 2023 | 0,448                     |
| 14 | 14        | In flagranti    | Petr Zahrádka  | Radovan Snítil a Benjamin Tuček | 11. listopadu 2023 | 0,447                     |
| 15 | 15        | Přes čáru       | Tomáš Pavlíček | Radovan Snítil a Marek Matoušek | 18. listopadu 2023 | 0,460                     |
| 16 | 16        | Táta v akci     | Tomáš Pavlíček | Radovan Snítil a Benjamin Tuček | 18. listopadu 2023 | 0,476                     |

## Kritika
- Mirka Spáčilová, MF DNES / iDNES.cz  55 %[3]
- Kateřina Farná, Právo / Novinky.cz  70 %[4]